# Симон бар Гиора
Симон Бар Гиора (хебр. שמעון בר גיורא, познат и под именом Симеон Бар Гиора или Симон Бен Гиора или Шимон Бар Гиора, ? - 70) био је један од вођа јеврејских устаника за вријеме Великог устанка у Јудеји.
Симон се први пут спомиње као вођа импровизоване сељачке војске која је године 66. на самом почетку устанка успјела разбити римску војску која је покушала интервенисати са сјевера. Његов успјех му је донио велику популарност, али и немилост других устаничких вођа који су углавном припадали јеврејској аристократији и вишој класи. Симон је на то реаговао тако што су он и његови богаташи почели нападати и пљачкати богате Јевреје, чиме је устанак добио и карактер грађанског рата, односно класне револуције.
Када су остали устаничке вође против њега покренули војску, неко се вријеме склонио у Масади, а потом поново окупио војску и године опсјео Јерусалим. Зилотске вође су покушали разбити опсаду заробивши му жену, али је Симон на то реаговао резавши руке свакоме ко би покушао напустити град. Обесхрабрени, зилоти су му пустили жену.
У прољеће 69. Симон је коначно примљен у град након што су међу зилотима избили сукоби између присталица и противника Јована Гискалског. Међутим, ни Симонова револуционарна војска није успјела спријечити наставак сукоба између три фракције, која је значајно исцрпила град и битно отежала његову одбрану. Када је дошло до римске опсаде године 70. Симон се истакао окрутношћу према свакоме ко се покушавао предати или побјећи Римљанима. Када је Јерусалим крајем љета пао, Симон се покушао скривати у подземним пролазима, али је убрзо остао без хране па су га Римљани заробили. Доведен је у Рим гдје је парадиран у Титовом тријумфу, потом ритуално бичеван и задављен.